# Astragalus suberosus
Astragalus suberosus là một loài thực vật có hoa trong họ Đậu. Loài này được Banks & Sol. miêu tả khoa học đầu tiên.